# Frederick Henry Wyld
Frederick Henry Wyld (conocido como Harry Wyld; 5 de junio de 1900-5 de abril de 1976) fue un deportista británico que compitió en ciclismo en la modalidad de pista. Fue hermano de los también ciclistas Lewis Wyld y Percy Wyld.
Participó en dos Juegos Olímpicos de Verano en los años 1924 y 1928, obteniendo dos medallas, bronce en París 1924 y bronce en Ámsterdam 1928.

## Medallero internacional
| Juegos Olímpicos | Juegos Olímpicos         | Juegos Olímpicos  | Juegos Olímpicos        |
| Año              | Lugar                    | Medalla           | Competición             |
| ---------------- | ------------------------ | ----------------- | ----------------------- |
| 1924             | París (Francia)          | Medalla de bronce | 50 km                   |
| 1928             | Ámsterdam (Países Bajos) | Medalla de bronce | Persecución por equipos |